# Liars All
Pour plus de détails, voir Fiche technique et Distribution.
Liars All est un film américain réalisé par Brian Brightly, sorti en 2013.

## Fiche technique
- Titre : Liars All / Truth or Dare
- Réalisation : Brian Brightly
- Scénario : Brian Brightly
- Photographie :
- Musique :
- Langue d'origine : Anglais américain
- Pays de production :  États-Unis
- Genre : Thriller
- Lieux de tournage : Los Angeles, Californie, États-Unis
- Durée : 92 minutes
- Dates de sortie :
  - États-Unis : 6 août 2013
  - Allemagne : 30 mai 2014

## Distribution
- Matt Lanter : Mike
- Sara Paxton : Katie
- Darin Brooks : Brax
- Torrance Coombs : Dennis
- Alice Evans : Sandra
- Gillian Zinser : Missy
- Randy Wayne : Jack
- Tim Phillipps : Billy
- Tiffany Mulheron : Angie
- Stephanie McIntosh : Casey Kass
- Brian Mahoney : le concierge
- Jakki Jandrell : Brenda
- Claire Scott : Tania
- Stephanie Simbari : Kim
- Tegan Summer : le spécialiste en médecine légale